# Шампань-Мутон
Шампа́нь-Муто́н (фр. Champagne-Mouton) — коммуна во Франции, находится в регионе Пуату — Шаранта. Департамент — Шаранта. Главный город кантона Шампань-Мутон. Округ коммуны — Конфолан.
Код INSEE коммуны — 16076.
Коммуна расположена приблизительно в 350 км к юго-западу от Парижа, в 70 км южнее Пуатье, в 45 км к северо-востоку от Ангулема.

## Население
Население коммуны на 2008 год составляло 977 человек.
| 1962 | 1968 | 1975 | 1982 | 1990 | 1999 | 2008 |
| ---- | ---- | ---- | ---- | ---- | ---- | ---- |
| 1139 | 1063 | 938  | 975  | 1012 | 986  | 977  |

## Администрация
| Период | Период | Фамилия        | Партия       | Примечания               |
| ------ | ------ | -------------- | ------------ | ------------------------ |
| 1944   | 1945   | Альбер Шадуто  |              |                          |
| 1945   | 1947   | Жермен Аллеман |              |                          |
| 1947   | 1953   | Роже Герен     |              |                          |
| 1953   | 1970   | Виктор Левек   |              |                          |
| 1970   | 2001   | Жак Жуарон     |              |                          |
| 2001   | 2014   | Жерар Дезуан   | Разные левые | член генерального совета |

## Экономика
Основу экономики составляет сельское хозяйство. В коммуне есть известняковый карьер и печи для обжига извести, построенные в 1932 году.
В 2007 году среди 515 человек в трудоспособном возрасте (15—64 лет) 343 были экономически активными, 172 — неактивными (показатель активности — 66,6 %, в 1999 году было 64,6 %). Из 343 активных работали 313 человек (170 мужчин и 143 женщины), безработных было 30 (14 мужчин и 16 женщин). Среди 172 неактивных 33 человека были учениками или студентами, 74 — пенсионерами, 65 были неактивными по другим причинам.

## Достопримечательности
- Церковь Сен-Мишель (XII век). Исторический памятник с 1948 года[3]
  - Картина «Плач над телом мёртвого Христа» (XVII век). Размеры — 140×110 см. Исторический памятник с 2002 года[4]
  - Картина «Моисей ударяет по скале и малое Благовещение» (XVII век). Размеры — 180×150 см. Исторический памятник с 2002 года[5]
- Церковь Сен-Мартен, была разрушена в XVI—XVII веках
- Фахверковые дома рядом с мэрией
- Замок Жюйер[фр.] (XV век)
- Замок Шампань[фр.] (XV век)

## Фотогалерея

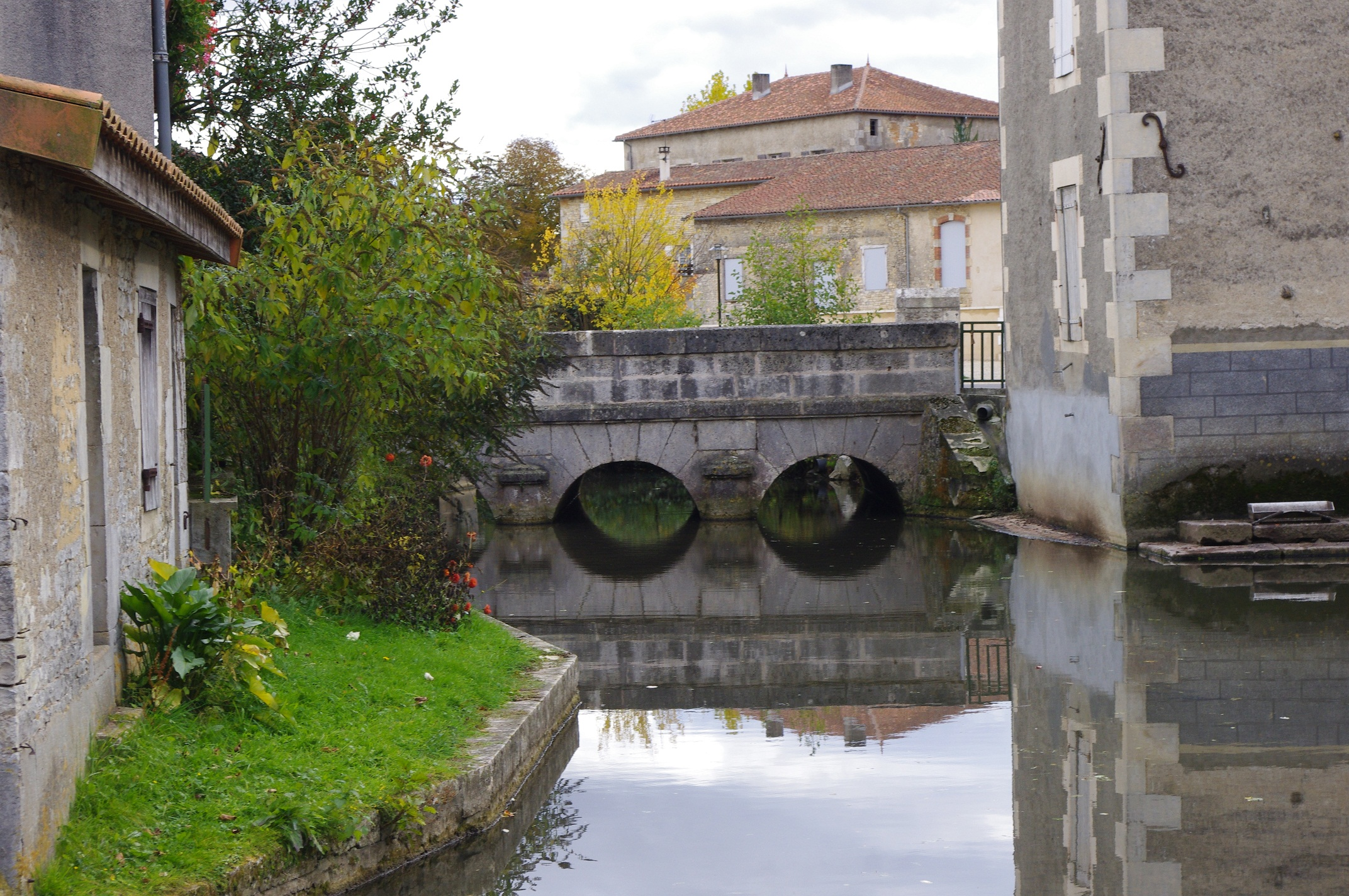
Мост через реку Аржан
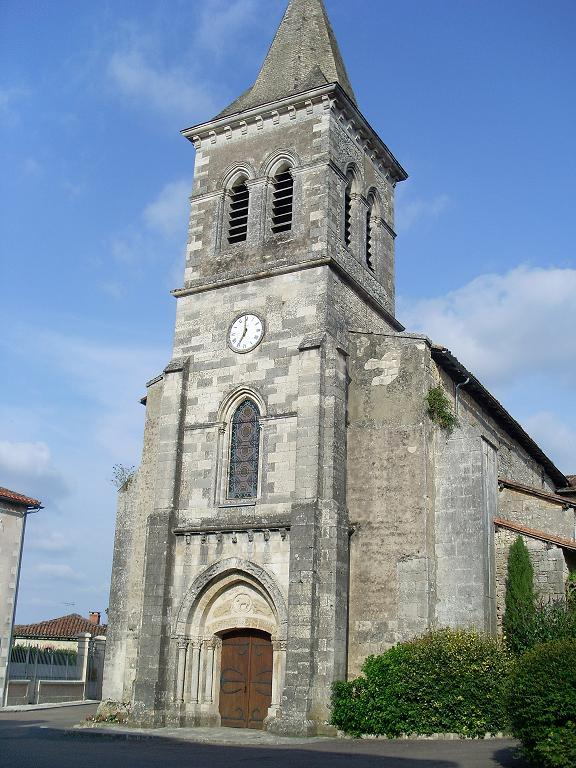
Церковь Сен-Мишель
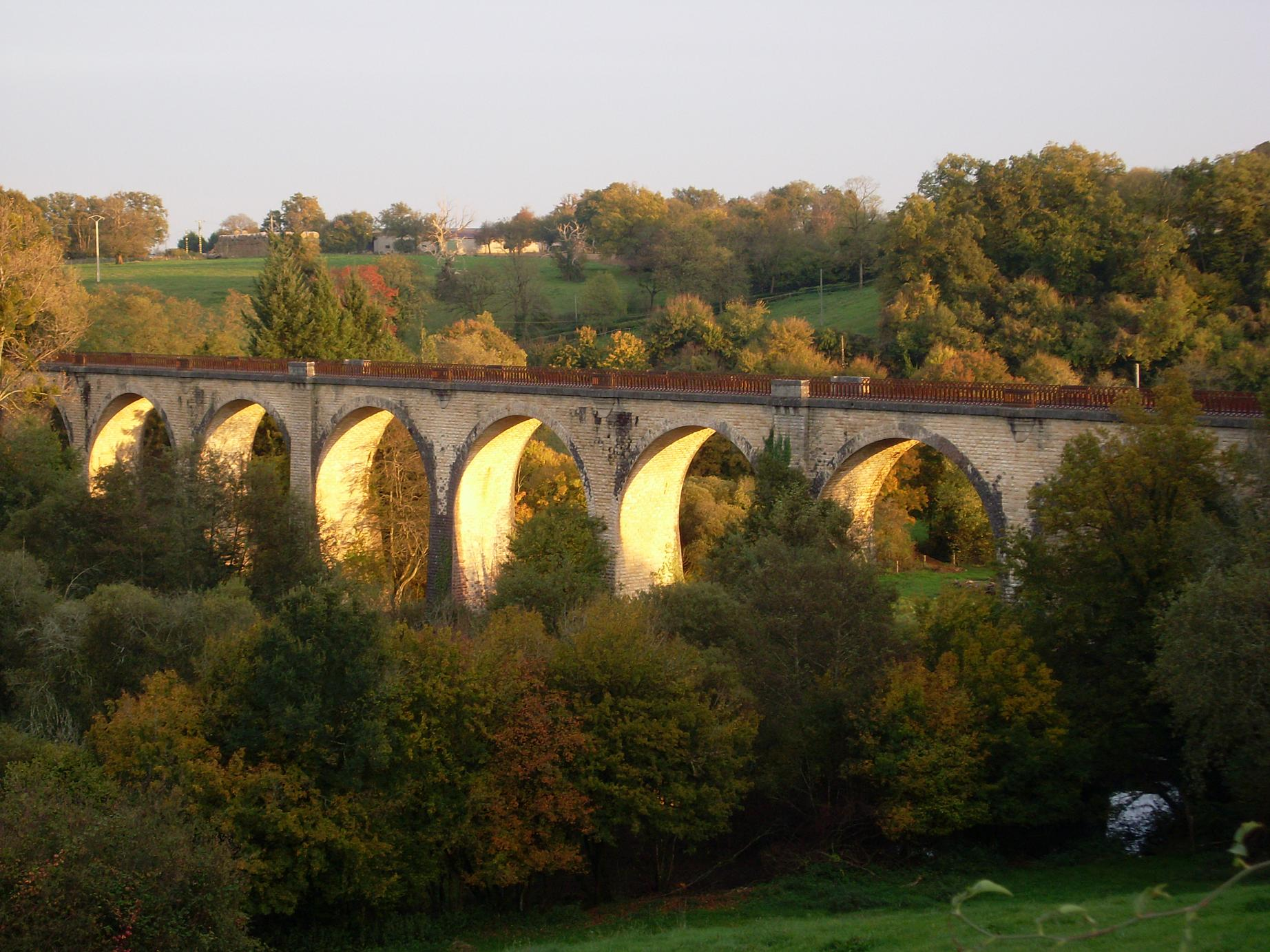
Виадук Сен-Жерве